# 哈特豪森
哈特豪森是德国莱茵兰-普法尔茨州的一个市镇。总面积8.37平方公里，总人口3038人，其中男性1524人，女性1514人（2011年12月31日），人口密度363人/平方公里。